# Francisco Comontes

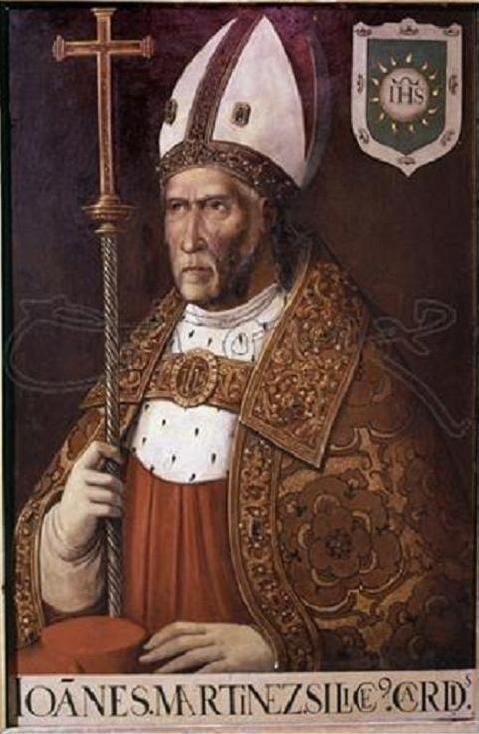
Retrato de Juan Martínez Silíceo, Arzobispo de Toledo, Catedral de Toledo, Sala Capitular.

Francisco de Comontes (?? - Toledo, 10 de febrero de 1565), activo en Toledo entre 1524 y 1565, fue un pintor renacentista español.

## Biografía y obra
Miembro de una familia de artistas, pues también su padre Íñigo de Comontes y su tío Antonio aparecen documentados como pintores al servicio de la catedral de Toledo y como ellos relacionado con Juan de Borgoña, de quien se presenta como seguidor y quizá discípulo, al final de su carrera se mostró influido también por la obra de Rafael y de los manieristas flamencos que conocería a través de la estampa y en relación con Alonso Berruguete, resultando su pintura de un manierismo próximo al de Juan de Soreda.
Se sabe que en 1524 se encargó de realizar un retablo para la capilla de Fernán Núñez en la iglesia de San Vicente de Toledo. Un año después contrajo matrimonio con María Sánchez, con la que tuvo un hijo también llamado Francisco que iba a continuar el oficio paterno. En 1533 ejecutó el retablo —no conservado— de la Capilla de los Reyes Nuevos de la catedral, para el que según Ceán Bermúdez habría proporcionado las trazas Felipe Vigarny, aunque hay constancia documental de su labor también como tracista de retablos. Por las mismas fechas trabajó con Juan de Borgoña en la pintura de los retablos desaparecidos de la iglesia de Villa del Prado (Madrid). De 1536 es otro retablo documentado, el que pintó para Gaspar Hernando con historias del Nacimiento de la Virgen y de San Miguel.
De nuevo al servicio de la catedral, en 1539 contrató el retablo de la Capilla de los Reyes Viejos, concluido al año siguiente. Desaparecido, como tantas otras de sus obras para la catedral, podrían pertenecerle las tablas de Santa Catalina y San Juan Evangelista reutilizadas en uno de los retablos de la misma capilla. Para la serie de retratos de los arzobispos toledanos de la Sala Capitular pintó en 1545 y 1547 los retratos del cardenal Tavera y de su sucesor, el arzobispo Juan Martínez Silíceo, cobrando 17 ducados por cada uno. También en 1547 el cabildo catedralicio le nombró pintor de la Catedral, desplazando a Juan Correa de Vivar, cargo que iba a desempeñar hasta su muerte, ocurrida el 10 de febrero de 1565. 
Como maestro mayor de la Catedral y entre otras obras menores de limpieza y restauración, según Ceán Bermúdez, se encargó de la pintura de las puertas del órgano del coro del arzobispo y de las tablas de un retablo dedicado a San Bartolomé con la Virgen en el ático, probablemente el destruido en 1936 cuando se encontraba en el Seminario. A uno de estos encargos, el de las puertas del órgano del coro del deán, ha de pertenecer la sarga de las Bodas de Caná, en la que Isabel Mateo advierte influencias flamencas y de Rafael de Urbino. Aunque no documentadas, se consideran suyas otras obras conservadas en la catedral (Nacimiento, Adoración de los Reyes y Descanso en la huida a Egipto), en las que del mismo modo y sin romper con los modos de Juan de Borgoña se advierte la recepción de influencias manieristas.
Entre 1541 y 1552 se encargó de la más importante de sus obras conservadas: el retablo del Hospital de Santa Cruz de Toledo, actualmente en el Monasterio de San Juan de los Reyes, para el que Comontes contrató tanto las labores de pintura como las de escultura a la muerte de Felipe Vigarny (1542), quien tenía a su cargo la escultura. En el último año citado se hizo cargo también del retablo de la parroquial de Mora (Toledo), del que algunas tablas subsisten, en las que de igual modo se aprecia la recepción de modelos rafaelescos y del manierismo romano tomados directamente de estampas: Así en la tabla de la Visitación de la Virgen a Santa Isabel, la presencia en el paisaje del Coliseo romano, con el que daba entrada al mundo clásico, la tomó de un grabado de Marcantonio Raimondi.